# پاتریک شارپ
پاتریک شارپ (انگلیسی: Patrick Sharp؛ زادهٔ ۲۷ دسامبر ۱۹۸۱) بازیکن هاکی روی یخ اهل کانادا است.
وی همچنین برندهٔ جوایزی همچون جام استنلی شده‌ است.
از باشگاه‌هایی که در آن بازی کرده‌است می‌توان به فیلادلفیا فلایرز اشاره کرد.